# Melanopsis parreyssii
Melanopsis parreyssii is een slakkensoort uit de familie van de Melanopsidae. De wetenschappelijke naam van de soort is voor het eerst geldig gepubliceerd in 1847 door Philippi.